# Baltanás

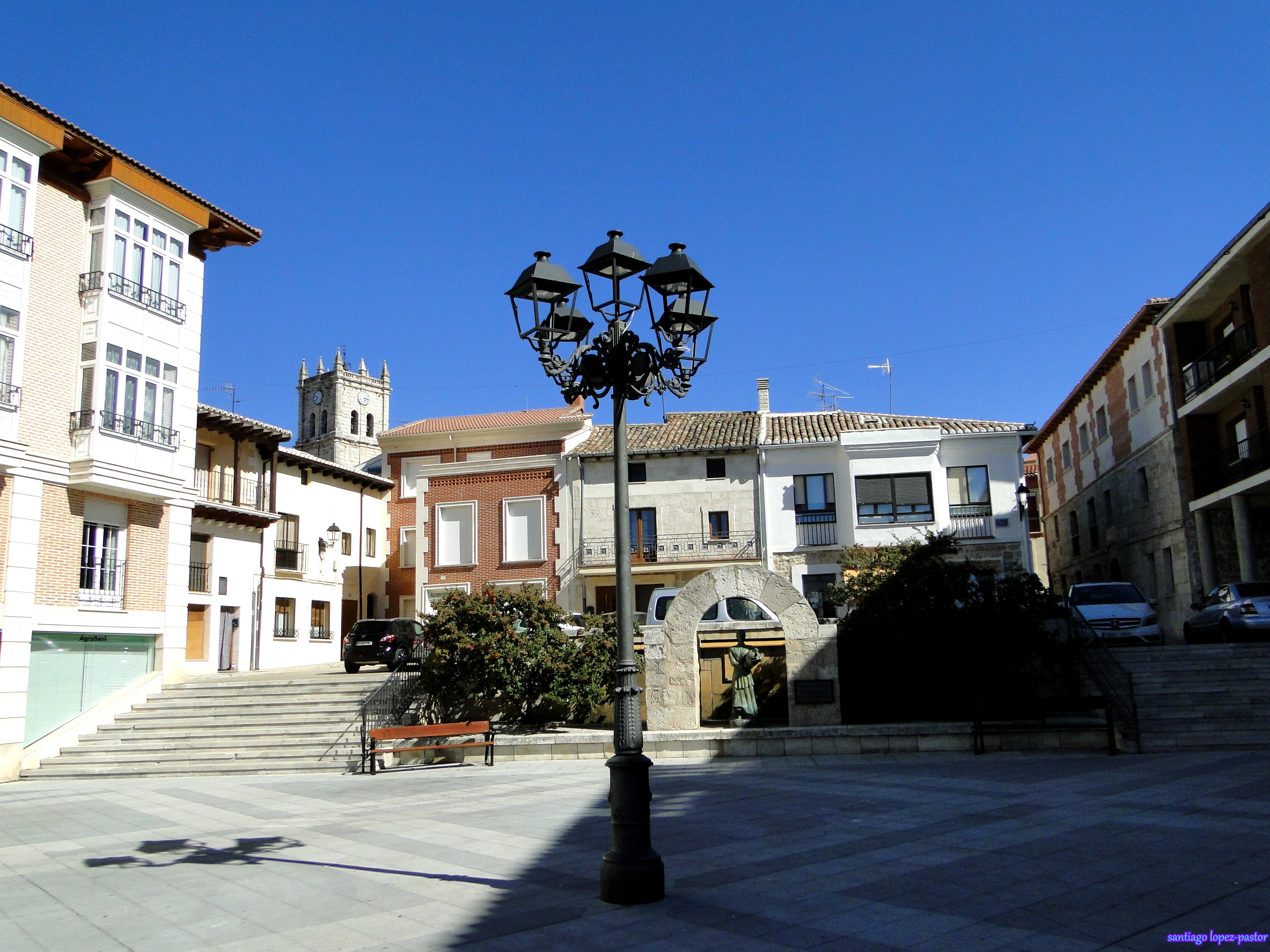
Baltanás – Ortszentrum

Baltanás ist ein Ort und eine nordspanische Gemeinde (municipio) mit 1.228 Einwohnern (Stand: 2024) in der Provinz Palencia der Autonomen Gemeinschaft Kastilien-León.

## Lage und Klima
Baltanás liegt in der altkastilischen Meseta in einer Höhe von ca. 785 m. Die Provinzhauptstadt Palencia befindet sich ca. 27 km (Fahrtstrecke) westlich; die Städte Burgos und Valladolid sind ca. 80 km in nordöstlicher bzw. gut 60 km in südwestlicher Richtung entfernt. Das Klima im Winter ist kühl, im Sommer dagegen trotz der Höhenlage gemäßigt bis warm; Niederschläge (ca. 460 mm/Jahr) fallen überwiegend im Winterhalbjahr.

## Bevölkerungsentwicklung
| Jahr      | 1857  | 1900  | 1950  | 2000  | 2018  |
| Einwohner | 2.593 | 2.439 | 2.817 | 1.561 | 1.216 |

Der seit der Mitte des 20. Jahrhunderts festzustellende deutliche Bevölkerungsrückgang ist im Wesentlichen auf die Mechanisierung der Landwirtschaft sowie auf die Aufgabe von bäuerlichen Kleinbetrieben und den daraus resultierenden Verlust von Arbeitsplätzen zurückzuführen. Zur Gemeinde gehört auch der noch etwa 50 Einwohner zählende Weiler (pedanía) Valdecañas de Cerrato.

## Wirtschaft
In früheren Zeiten lebten die Bewohner des Ortes wie der gesamten Bergregion nahezu ausnahmslos als Selbstversorger von den Erträgen ihrer Felder und Hausgärten; auch Weinbau und Viehzucht wurden betrieben. Im Ort selbst haben sich bereits vor Jahrhunderten auch Kleinhändler, Handwerker und Dienstleister aller Art niedergelassen. Baltanás gehört heute zum Weinbaugebiet Arlanza (D.O.). Zu Beginn des 21. Jahrhunderts wurde auf einer nahegelegenen Anhöhe ein Windpark installiert.

## Geschichte
Die Ursprünge des Ortes führen möglicherweise noch auf den keltischen Volksstamm der Vaccaei zurück; ab dem 2. Jahrhundert v. Chr. wurde der römische Einfluss immer stärker. Von diesen wie auch von den Westgoten und den Mauren fehlen jedoch in Baltanás selbst jegliche Spuren. Historisch fassbarer wird der Ort erst im ausgehenden 9. Jahrhundert, als der asturische König Alfons III. im Rahmen der Reconquista in die Gegend vordrang und bei Baltanás eine – heute größtenteils verschwundene – Burg (castillo) erbauen ließ. Die erste urkundliche Erwähnung des Ortsnamens stammt aus dem Jahr 1030. Im 15. Jahrhundert entstand das Verwaltungsgebiet der Merindad de Cerrato mit dem Hauptort Palenzuela, aber auch Baltanás erlebte im 16. Jahrhundert eine politische und wirtschaftliche Blütezeit.

## Sehenswürdigkeiten

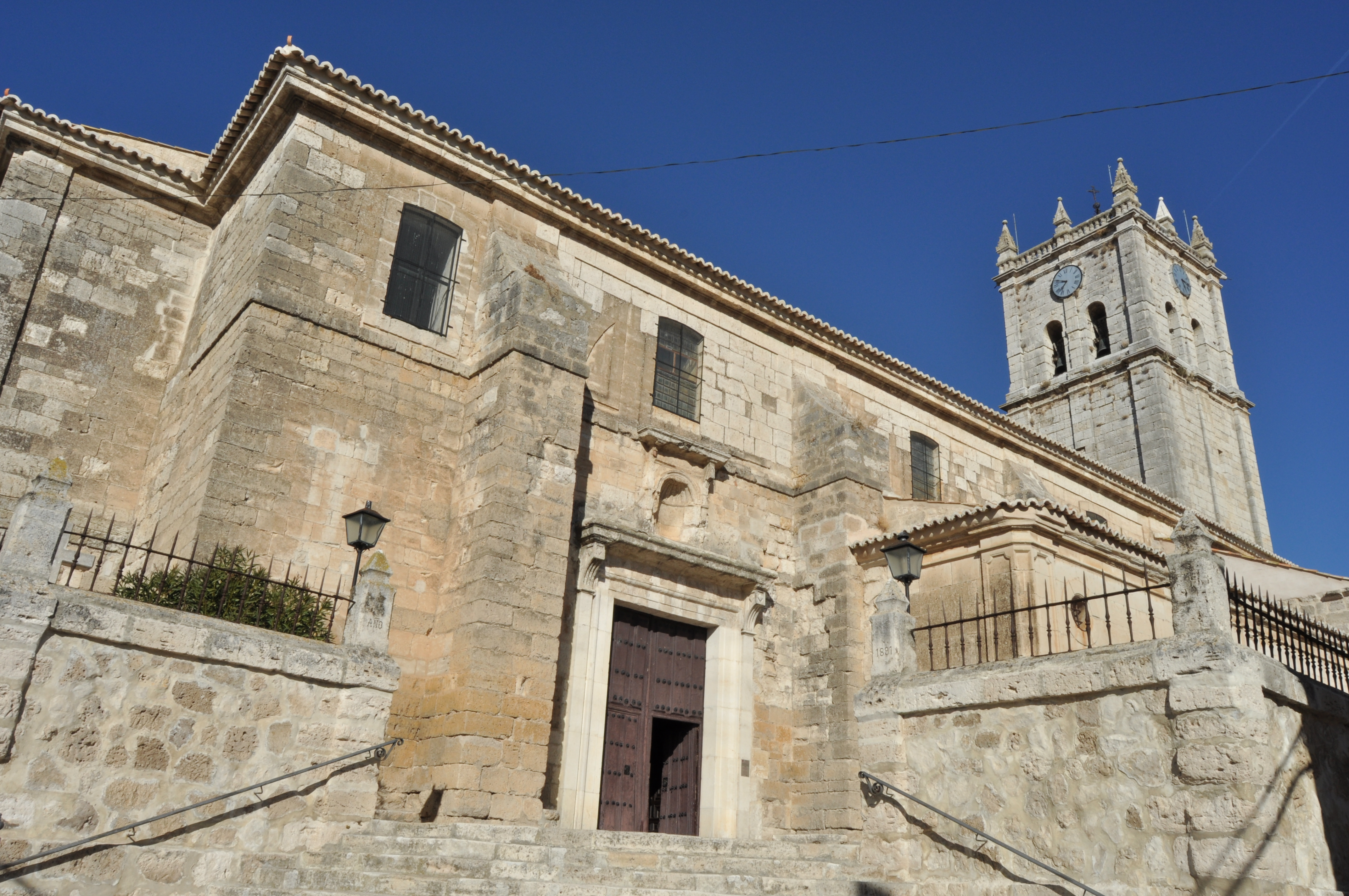
Baltanás – Iglesia de San Millán

- Die Iglesia de San Millán ist dem hl. Aemilianus von Cogolla geweiht und entstand im 16. Jahrhundert an der höchsten Stelle des Ortes; zusätzlich wird sie von einem imposanten Glockenturm (campanario) mit Zierobelisken überragt. Die drei gleich hohen Schiffe der Renaissancekirche werden von spätgotischen Bündelpfeilern getrennt und von Sterngewölben überdeckt; Renaissanceformen finden sich vor allem an der Westempore. Hervorzuheben ist der barocke Hauptaltar.[4]
- Die im 17./18. Jahrhundert erbaute Ermita de Revilla steht am Ortsrand; sie wird von einem Glockengiebel (espadaña) überragt. Das Portal befindet sich auf der Südseite. Das Innere ist einschiffig, verfügt jedoch über ein Querschiff und eine überkuppelte Vierung.
- Das im ehemaligen Hospital de Santo Tomás untergebrachte Museo del Cerrato birgt zahlreiche Fundstücke aus der Region.[5]
- Im von kleinen Felsstücken durchsetzten Hügel am Ortsrand befinden sich zahlreiche Keller (bodegas); markant sind die kaminartigen Lüftungsschächte.

Umgebung
- Im Jahr 2010 wurde etwa 2,0 km nordwestlich des heutigen Ortes die spätrömisch-westgotische Nekropole von La Poza ausgegraben. Es wurden zahlreiche Sarkophage und Steinkisten entdeckt; außerdem gibt es Hinweise auf einen Ort. Die wichtigsten Funde sind im Museo del Cerrato zu sehen.

Valdecañas de Cerrato
- Recht hübsch sind das Ortsbild und die Iglesia de San Nicolás de Bari des Weilers Valdecañas de Cerrato.

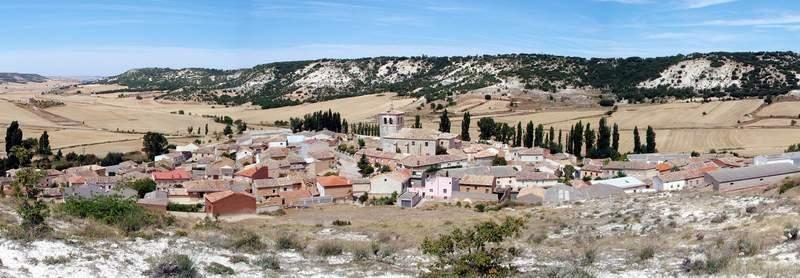
Valdecañas de Cerrato – Ortsansicht